# تولد دوباره (ترانه لیسا)
«تولد دوباره» (به انگلیسی: Born Again) ترانه‌ای از رپر و خواننده تایلندی لیسا با همکاری رپر و خواننده آمریکایی دوجا کت و خواننده و ترانه‌پرداز بریتانیایی ری است. این ترانه توسط Lloud و آرسی‌ای رکوردز در ۶ فوریه ۲۰۲۵ به عنوان چهارمین تک‌آهنگ از نخستین آلبوم استودیویی لیسا به نام خود دیگر (۲۰۲۵) منتشر شد.

## تاریخچه انتشار
| منطقه | تاریخ        | فرمت                  | ناشر                | منابع |
| ----- | ------------ | --------------------- | ------------------- | ----- |
| مختلف | ۶ فوریه ۲۰۲۵ | دانلود دیجیتال استریم | Lloud آرسی‌ای        | [ ۱ ] |
| Italy | ۷ فوریه ۲۰۲۵ | رادیو ایرپلی          | سونی میوزیک ایتالیا | [ ۲ ] |